# ZBD2000
ZBD-2000 (ZBD-05 , экспортное название — VN-18) — китайская плавающая боевая машина пехоты, предназначенная для проведения десантных операций на побережье.
Обеспечивает транспортировку и огневую поддержку морской пехоты. Выгрузка с десантного корабля может происходить за пределами прямой видимости побережья («загоризонтная высадка»).
Отличительной особенностью бронемашины является исключительная скорость передвижения по воде (до 30 км/ч).
С 2006 года состоит на вооружении морской пехоты КНР.

## Описание конструкции

### Компоновка
Моторно-трансмиссионное отделение находится спереди справа, боевое — посередине, десантное — сзади. Посадка и высадка пехоты осуществляется через кормовую дверь или люки над десантным отделением.

### Огневая мощь
ZBD2000 в модификации БМП вооружена 30-мм автоматической пушкой с боекомплектом 300 снарядов. Также имеется ПТРК HJ-73C (боекомплект — 4 ПТУР) и пулемёт калибра 7,62-мм (боекомплект — 2000 патронов).

### Защищенность
Корпус защищает от пуль стрелкового оружия и лёгких осколков. На башне просматривается нечто похожее на дополнительные бронепластины. Лобовая броня башни выдерживает 25-мм снаряды запущенные с дистанции 1000 м. Задняя часть башни и лобовая броня корпуса рассчитаны на 12,7-мм пули. Борта и задняя стенка корпуса держат 7,62-мм пули. Волноотражающий щит увеличивает толщину лобовой брони.

### Подвижность
Ходовая часть состоит из шести двускатных обрезиненных опорных катков и трех поддерживающих роликов по каждому борту. Ведущие колеса — спереди.
ZBD2000 развивает 65 км/ч по шоссе и до 30 км/ч на плаву. Запас хода по шоссе составляет 500 км.

## Модификации

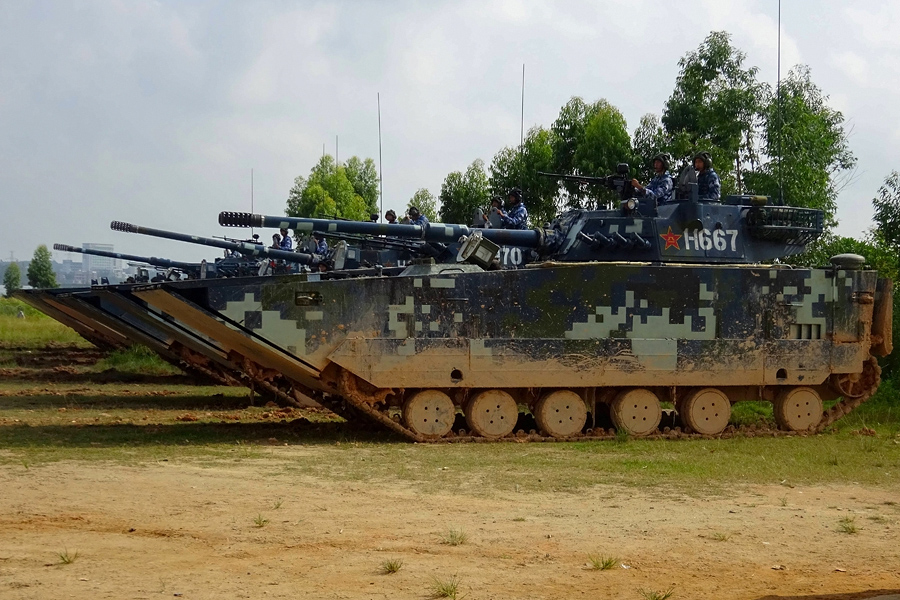
ZTD-05

- БМП — вооружена 30-мм автоматической пушкой, ПТРК HJ-73C и 7,62-мм пулемётом
- ZTD-05[6](экспортное название — VN-16) — боевая машина с тяжёлым вооружением (105-мм нарезной полностью стабилизированной пушкой) способная стрелять ПТУР через ствол орудия. Кумулятивный снаряд пробивает стальной лист толщиной до 460—500 мм[5]
- Командно-штабная машина — вооружена 12,7-мм пулемётом
- БРЭМ — бронированная ремонтно-эвакуационная машина[7]
- Медицинская машина[7]
- Машина разминирования

## На вооружении
- Китай

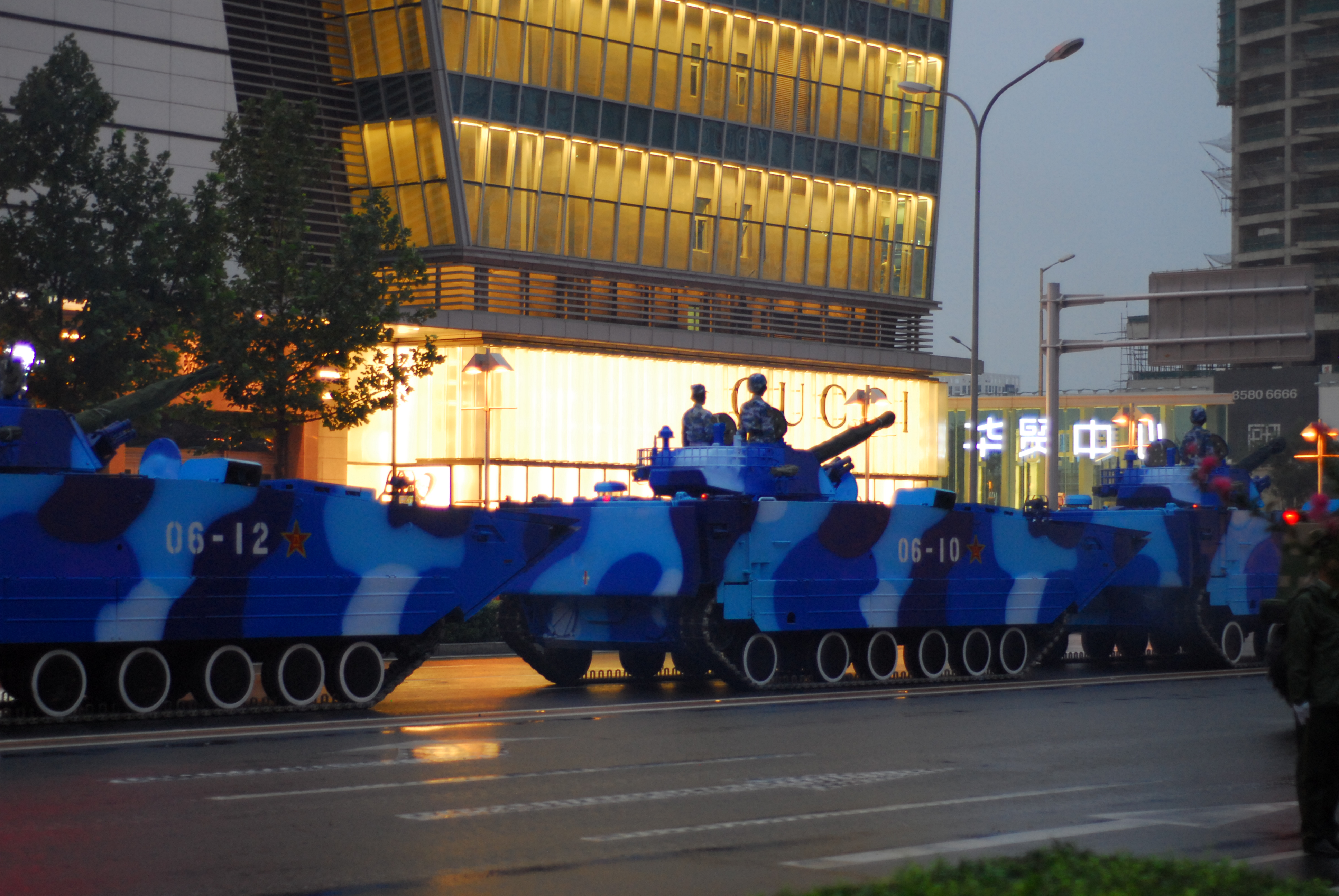
ZBD2000 во время парада в честь 60-летия КНР, Пекин, 2009 год.

- Сухопутные войска КНР — 750 ZBD-05 и 750 ZTD-05, по состоянию на 2023 год[8]. В одной из научно-исследовательских статей указывается на равное соотношение ZTD-05 и ZBD-05 в батальонах[9].
- Морская пехота Китайской Народной Республики — 240 ZBD-05 и 80 ZTD-05, по состоянию на 2023 год[8]. Данные морской пехоты переписываются из года в год. Интересно, что для 6 амфибийных бригад морской пехоты приводится в разы меньшее количество бронетехники и в другом соотношении, чем для 6 амфибийных бригад сухопутных войск.
- Венесуэла — в 2012 году заказаны 25 единиц VN-18 и 25 единиц танков VN-16[6][10].
- Морская пехота Венесуэлы — более пяти VN-16 и более пяти единиц VN-18, по состоянию на 2016 год[11].